# Utvrđivanje smrti
Utvrđivanje smrti jedna je od medicinskih procedura, zasnovana na znacima smrti, koji se na osnovu, dokaznih vrednosti dele na: nesigurne, verovatne i sigurne znake smrti.
Vreme i uzrok smrti utvrđuju se na mestu smrti lekarskim pregledom, i drugim medicinskim metodama, zasnovanim na dostignućima savremene medicinske nauke i na osnovu medicinske dokumentacije. Prilikom utvrđivanja vremena i uzroka smrti utvrđuje se i identitet umrlog. U slučaju naprasne, neznane i sumnjive prirodne smrti (na putu, na javnom mestu, u sredstvima javnog saobraćaja i sl.) vreme i uzrok smrti utvrđuju se naknadno u zdravstvenoj ustanovi.

## Pojmovi
Smrt 
Pojmom smrt označava se trajni prestanak bitnih životnih funkcija – krvotoka i disanja. Ova neprikosnovena definicija smrti korišćena je do početka šezdesetih godina 20. veka. I danas se u većini slučajeva, naročito kada se smrt dijagnostikuje van zdravstvene ustanove, dijagnoza smrti zasniva isključivo na utvrđivanju prestanka cirkulacije i respiracije. 
Agonija (hropac) ili proces umiranja
Proces umiranja koji prethodi smrti i nosi naziv agonija, karakteriše se postepenim slabljenjem vitalnih i drugih funkcija organizma. Agonija se karakteriše sledećim znacima; telesna nemoć, svest može biti očuvana, ali se u većini slučajeva postepeno pomućuje, i na kraju prelazi u komu, srčani rad i disanje su usporeni i nepravilni, očne jabučice upale, koža bleda, u predelu šaka i stopala, naročito vrhova prstiju modra (nekada se već u toku agonije mogu pojaviti mrtvačke mrlje), mišićni refleksi oslabljeni (može doći do popuštanja sfinktera) i nevoljnog umokravanja i defekacija, funkcionisanje čula popušta (sluh najduže očuvan – na osnovu izjave preživelih), sve manja osetljivost koja na kraju iščezava. Agonija može različito trajati; satima, kod laganog umiranja ili nekoliko dana nedostaje kada smrt izuzetno brzo nastupa.
Klinička smrt
Medicinski izraz kojim se označava prestanak cirkulacije krvi i disanje, dva potrebna kriterijuma za održavanje života ljudi i mnogih drugih organizama nosi naziv klinička smrt. Na osnovu ovih kriterijuma u kliničkoj praksi se najčešće primarno utvrđuje nastanak smrti neke osobe.
Somatska smrt
Prestanak cirkulacije i respiracije - nakon kojih se gube koordinirajuće funkcije tela odnosno organizma, sa sledstvenom pojavom ranih, a potom i kasnih znakova smrti, nosi naziv somatska smrt. Posle prestanka cirkulacije i disanja umiranje pojedinih telesnih struktura ne dešava se u istom trenutku – različite ćelije, tkiva i organi umiru različitom brzinom, što je uslovljeno njihovom različitom osetljivošću na nedostatak kiseonika.
Ćelijska smrt
Molekularna ili biološka smrt ćelije nastaje prvo na nivou ćelija a potom i tkiva. Nakon prestanaka metabolizma u ćelijama i tkivima, ubrzo nastaje autoliza, na koju se nadovezuju postmortalne promene.
Prava (definitivna) smrt
Smrt koja nastaja kada su procesom umiranja zahvaćene sve ćelije i tkiva nosi naziv prava smrt.
Supravitalne reakcije
Ove funkcije organizma zasnivaju se na na sposobnosti nekih delova tela da žive izvesno vreme posle prestanka cirkulacije i respiracije. One se mogu javiti u intervalu između somatske i definitivne ćelijske smrti. Tako npr. posle smrti spermatozoidi su pokretni u epididimisu nekoliko dana, dok se pokretljivost leukocita održava do oko 12 sati, lokalna kontrakcija bicepsa na mehanički nadražaj mogu se može javiti i 4 sata posle smrti, a midrijaza nakon ukapavanja midrijatika u oko i do 20 sati nakon smrti.

### Sidnejska deklaracija o utvrđivanju smrti
Na 22. Skupštini Svjetskog medicinskog udruženja, u Sidneju, Australija, održanom u avgustu 1968. godine usvojena je deklaracija o utvrđivanju smrti, koja je dopunjena na 35. Skupštini Svetskog medicinskog udruženja u Veneciji, Italija, oktobra 1983.
Utvrđivanje vremena smrti je u većini zemalja zakonska odgovornost lekara. Lekar je najčešće u mogućnosti da bez posebne pomoći, na osnovu klasičnih dijagnostičkih kriterijuma poznati svim lekarima, utvrdi da je osoba umrla.
Međutim, praksa savremene medicine zahteva dalje proučavanje pitanja vremena smrti:
- mogućnost da se veštačkim sredstvima održi cirkulacija kiseonikom obogaćen krvi kroz tkiva tela koja bi mogla biti ireverzibilno oštećena
- korišćenje organa umrlog, kao što su srce ili bubrezi, za transplantaciju.

Problem je u tome što je smrt proces koji se postepen odvija na ćelijskom nivou, u tkivima koja se razlikuju po svojoj sposobnosti da izdrže nedostatak kiseonika. Ali klinički interes nije u održavanju izolovanih ćelija već života čoveka. Zato trenutak smrti različitih ćelija i organa nije tako važan kao realnost da je proces postao ireverzibilan i pored upotrebe bilo kakve tehnike reanimacije.
Osnovno je konstatovati nepovratan prestanak svih funkcija celog mozga, uključujući i moždano stablo. To se utvrđuje kliničkom procenom, dopunjenom po potrebi kliničkim pomagalima. Ipak, ni jedan tehnološki kriterijum na sadašnjem stepenu razvoja medicine ne zadovoljava u potpunosti, a ni jedna tehnološka procedura ne može na zadovoljavajući način da zameni sveobuhvatnu procenu lekara.
Kada je u pitanju transplantacija organa, utvrđivanje nastupanja smrti moraju da obave dva ili više lekara. Lekari koji utvrđuju trenutak smrti ne smeju ni na koji način biti neposredno povezani sa izvođenjem transplantacije.
Kada se utvrdi trenutak smrti osobe sa etičkog stanovišta je dozvoljeno prestati sa postupcima oživljavanja. U zemljama u kojima to zakon dozvoljava mogu se uzeti organi sa leša ako su ispunjeni zakonski uslovi o saglasnosti.
Ovom deklaracijom definisano je 5 kriterijuma za utvrđivanje smrti:
- Svaki gubitak veze sa spoljašnjim svetom;
- Potpuna mlitavost mišića i arefleksija;
- Prestanak spontanog disanja;
- Pad krvnog pritiska po prestanku njegovog veštačkog održavanja;
- Potpuno prava EEG linija, dobijena čak i pod stimulacijom, uz validne tehničke garancije.[5]

## Momenat nastupanja smrti (moždana smrt)
Činjenica da različiti delovi organizma umiru različitom brzinom javili su se suprotstavljeni stavovi iz kojih je proistekla dilema, koji trenutak treba prihvatiti kao momenat nastupanja smrti
U savremenim uslovima klasična definicija smrti koja se isključivo zasniva na prestanku krvotoka i disanja dovedena je u pitanje zbog napretka medicinske nauke i brojnih postupaka:
- uspešna reanimacija naizgled mrtvih osoba
- artificijalno održavanje vitalnih funkcija kod pacijenata sa ireverzibilnim oštećenjem mozga

Zato je u savremenu medicinsku praksu uveden pojam moždana smrt koji je od posebnog značaja sa medicinskog, pravnog i etičkog stanovišta (npr. kod transplantacija).
Moždana smrt ima nekoliko oblika u zavisnosti od lokalizacije promena i može biti:
Kortikalna smrt
Nokse koje oštete samo koru velikog mozga (kraće epizode hipoksije, trovanja), kao što je to npr. kod osoba u dubokoj komi, ali sa očuvanom funkcijom moždanog stabla i spontanim disanjem i srčanim radom mogu izazvati kortikalnu smrt.
Takva osoba je u stanju u kojem više ne funkcioniše kao jedinka društva zbog ireverzibilnog besvesnog stanja (osoba nije svesna sopstvenog postojanja i ne može da komunicira sa okolinom).
Takva osoba je u stanju socijalne smrti u kojoj je ona mrtva, ali je telo još uvek živo.
To stanje je neka vrsta perzistentnog vegetativnog stanje (PVS) u koje uz obezbeđenje adekvatne ishrane i nege, može trajati praktično neograničeno. Takva osoba zakonski nije mrtva.
Smrt moždanog stabla
Nokse koje oštećuju moždano stablo, prvenstveno produženu moždinu i pons (mehaničke povrede, krvarenja, hipoksije, infekcije) izazivaju smrt moždanog stabla. Zbog oštećenje respiratornog centra u moždanom stablu nastaje prestanak spontanog disanja, hipoksemija i smrt.
Danas je na globalnom nivou prihvaćeno mišljenje da smrt moždanog stabla predstavlja stanje koje se može smatrati smrću u zakonskom smislu, i kao vreme smrti uzima se trenutak kada se pouzdano dijagnostikuje moždana smrt tj. ireverzibilni prestanak funkcije moždanog stabla.
Kada se smrt moždanog stabla može klinički dokazati, lekar ima pravo da konstatuje da je smrt nastupila, čak i u slučajevima kada je 
srčani rad još uvek očuvan.
Smrt celog mozga
Kada nastane nepovratni gubitak svih moždanih funkcija nastaje smrt celog mozga. Takva lica su u dubokoj komi, bez spontanog su disanja i sa jasnim uzrokom  koji može da objasni ovo stanje: povrede mozga, cerebrovaskularna bolest, dekompenzovani unutarlobanjski tumor, jasno dokumentovana anaksija mozga itd.
Smrt celog mozga na odnosi se na stanja izazvana trovanjem, prethodnom hipotermijom, metaboličkim, endokrinim ili zapaljenjskim bolestima.
Napomena: U toku poslednjih godina u svetu sudovi, uglavnom na zahtev rodbine pacijenta, dozvoljavaju lekarima da obustave ishranu i tako omoguće definitivno nastupanje smrti osoba u stanju kortikalne smrti.

## Znaci smrti
Telesne promene i znaci na osnovu kojih se utvrđuje stanje smrti mogu biti: nesigurni, verovatni i sigurni.

### Nesigurni znaci smrti
U nesigurni znake smrti spadaju sledeće rane promene koje nastaju u trenutku umiranja ili tokom nekoliko narednih minuta (znaci somatske smrti):
Besvesno stanje
U besvesnom stanju prestaje funkcija mozga samo nekoliko sekundi posle prestanka cirkulacije i respiracije, zbog ishemije moždane kore.
Prestanak disanja
U toku agonije disanje je nepravilno, sa periodima apneje, i u agoniji jako retko traje duže od 30 sekundi.
Gubitak motiliteta, senzibiliteta i refleksne aktivnosti
Reakcije umiruće osobe na bolne nadražaje se gube, kao i refleks zenica na svetlost i kornealni refleks
Prestanak srčanog rada i cirkulacije
Cirkulacija krvi i rad srca prestaje nakon prestanka disanja, dok otkucaji srca mogu trajati još nekoliko minuta do potpunog prestanku srčanog rada.
Promene na očima
Zenice zauzimaju središnji položaj, koji nastaje kao posledica neutralnog položaja opuštenosti mišića dužice, mada se širina zenica kasnije može promeniti zbog mrtvačke ukočenosti. Pri otvorenim očnim kapcima nakon 10 minuta posle smrti može nastati početno zamućenje rožnjača, zbog isparavanja tečnosti iz nje. Kod otvorenih očnih kapaka delovi beonjače su izloženi vazduhu i brzo isparavaju i sasušuju se, tako da se providi pigment mrežnjače, što uslovljava stvaranje trouglastih sasušina beonjača neposredno uz rožnjaču. Ove sasušine su prvo žućkaste, potom smeđe i nakon nekoliko časova crne.
Mlitavost mišića (primarna mrtvačka mlitavost)
Zbog gubitka normalnog tonusa (do pojave mrtvačke ukočenosti) javlja se primarna mrtvačka mlitavost, praćena i relaksacijom sfinktera. Ovaj proces odvija se u nekoliko faza:
- Prvo nastaje primarna mrtvačka mlitavost kao posledica prestanka nervne stimulacije mišića, ali u tkivima ima još glikogena za sintezu ATP-a neophodnog za relaksaciju mišića.
- Zatim se razvija mrtvačka ukočenost jer se sve više iscrpljuju zalihe glikogena i nemoguća je relaksacija mišića.
- Na kraju se javlja sekundarna mlitavost koja proizilazi iz truležnih promena i raspadanja tkiva i veza.

### Verovatni znaci smrti
Lešne osobine ili verovatni znaci smrti javljaju se tokom prvih časova nakon umiranja i karakteriše ih:
| Znaci smrti                 | Karakteristike |
| --------------------------- | --- |
| Mrtvačka ukočenost          | Razvija nakon što se u tkivima utroše sve zalihe glikogena što onemogućava relaksaciju mišića. Mrtvačka ukočenost u skeletnim mišićima pojavljuje se posle 2 do 3 časa (prethodi joj primarna mrtvačka mlitavost) i zahvata sve mišiće posle 6 do 12 časova. Iščezava posle 36 časova (nastupa sekundarna mrtvačka mlitavost usled truležnih promena). Ako se nasilno uništi, ukočenost će se ponovo stvoriti ako je bila u fazi formiranja |
| Mrtvačko bledilo            | Javlja se u gornjim delovima tela. |
| Mrtvačke mrlje              | Javljaju se u donjim nenaslonjenim predelima tela. One se naziru posle 20 do 30 minuta jasno su izražene posle 60 minuta,počinju se međusobno slivati posle 120 minuta i napokon nakon 12 do 24 sata potpuno su izražene. Mrtvačke mrlje gube se na pritisak prstom do 20 časova a na pritisak nožem do 36 časova od smrti. |
| Mrtvačka hladnoća           | Nastaje kao posledica hlađenja tela zbog prestanka metaboličkih procesa i produkcije toplo u njemu. Telo se hladi u proseku 1 °C/1 sat u idealnim uslovima (npr na temperaturi okoline od 20 °C ), površina tela hladi se u proseku za 12 sati, a celo za 20-30 sati). Prvi znaci hlađenja javljaju se 1 do 2 časa posle smrti dok se površina tela ohladi za oko 8 do 12 časova. Telo umrle osobe se hladi do temperature okolne sredine. Brzina hlađenja zavisi od temperature okoline, vlažnosti i strujanja vazduha, kao i temperature koju je telo imalo u vreme umiranja (povišena ili snižena temperatura). Odevenosti leša usporava hlađenje. Takođe brže se hlade leševi dece i mršavih odraslih osoba, a sporije leševi gojaznih osoba. |
| Isparavanje (isušivanje)    | Nastaje zbog isparavanja tečnosti iz leša i sledstvenog isušivanja, što se uopšte manifestuje progresivnim gubljenjem težine leša, a lokalno sasušivanjem kože i sluzokoža. Pri otvorenim očnim kapcima nakon 10 minuta posle smrti može nastati početno zamućenje rožnjače, zbog isparavanja tečnosti (isušenja). |
| Samovarenje (autodigestija) | Nastaje usled dejstva hlorovodonične kiseline iz želudačnog soka, koja može posle smrti dovesti do samovarenja i posledične rupture zida želuca sa izlivanjem želudačnog sadržaja u trbušnu duplju i dejstvo kiseline na okolne strukture kao što su jetra, prečaga, pluća i dr. Strukture zahvaćene samovarenjem postaju mekane, ljigave, prljavomrke, tako da ove promene mogu biti pogrešno protumačene kao znaci zaživotnog trovanja jetkim otrovom. |

Napomena: Verovatni znaci nisu uvek sigurni znaci smrti – neki od njih (npr. mrtvačke mrlje) mogu se pojaviti još u završnoj fazi agonije, naročito ako ona dugo traje.

### Sigurni znaci smrti
Lešne promene ili sigurni znaci smrti su:
- truljenje
- raspadanje
- saponifikacija
- mumifikacija
- maceracija

## Postupak utvrđivanja smrti
U postupke utvrđivanja smrti spadaju sledeće dijagnostičke metode:
Inspekcija
Inspekcijom uočavamo besvesno stanje, odsustvo motiliteta, odsustvo disajnih pokreta, odsustvo refleksa zenica na svetlost, promene na očima, mrtvačke mrlje i mrtvačko bledilo.
Palpacija
Palpacijom utvrđujemo odsustvo senzibiliteta (nereagovanje na bolne draži), odsustvo pulsa na karotidnoj arteriji, promenu telesne temperatura (mrtvačka hladnoća ili je telo toplo), mlitavost ili ukočenost mišića.
Auskultacija
Osluškivanjem stetoskopom ili prislanjanjem uha na prednji zid grudnog koša ili predeo vrata utvrđujemo:
- odsustvo disanja (auskultacijom se osluškuje ceo grudni koš i ona treba da traje najmanje 5 minuta, na jednom mestu ne kraće od 30 sekundi, a auskultacijom vrata -otkriva se prisustvo ili odsustvo trahealnog huka)
- odsustvo srčanog rada (auskultacija presrčanog predela).